# Istoria fotografiei

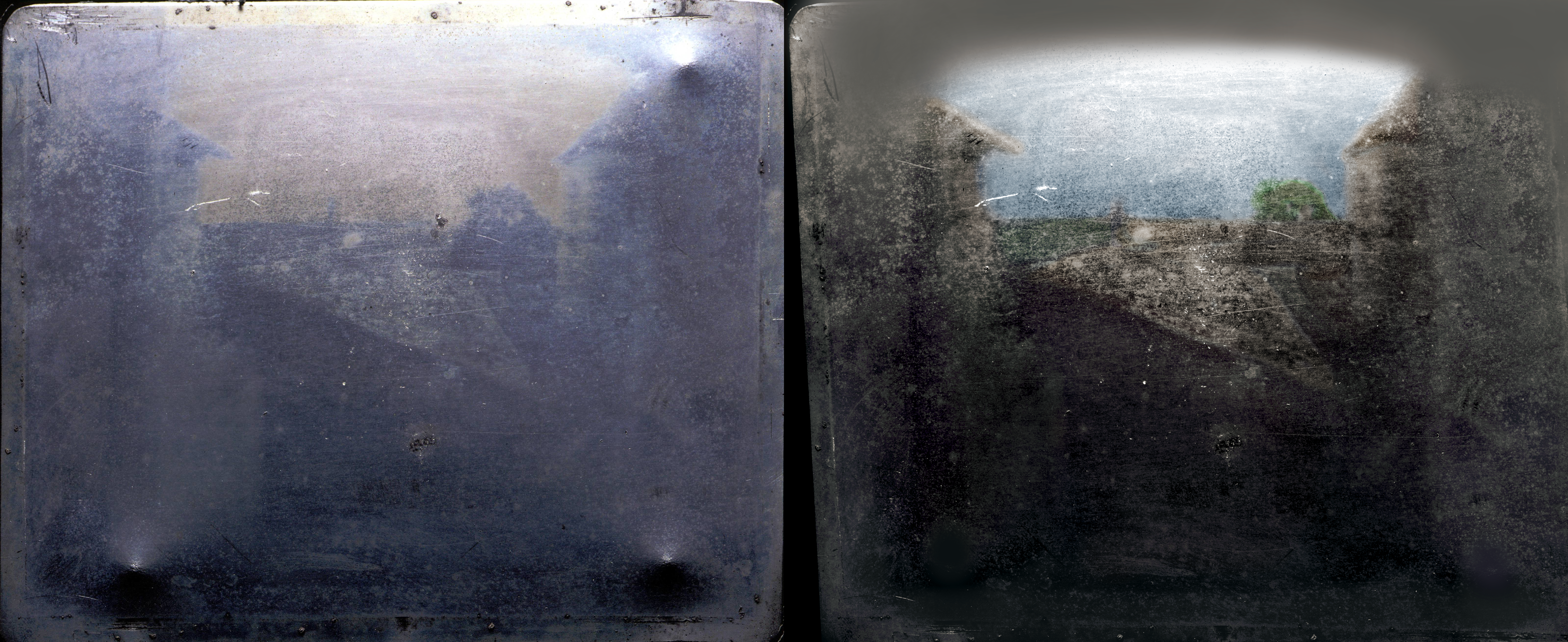
Vedere de la fereastră de la Le Gras 1826 sau 1827, despre care se crede că este cea mai veche fotografie care a supraviețuit. Îmbunătățire reorientată originală (stânga) și colorată (dreapta).

Istoria fotografiei a început odată cu descoperirea a două principii esențiale: primul este proiecția imaginii prin camera obscură, iar al doilea este descoperirea faptului că anumite substanțe sunt vizibil modificate atunci când sunt expuse la lumină. Nu există artefacte sau descrieri care să indice vreo încercare de a captura imagini folosind materiale fotosensibile înainte de secolul al XVIII-lea.
În jurul anului 1717, Johann Heinrich Schulze a folosit un amestec foarte senzitiv la lumină pentru a captura imagini ale unor litere decupate pe o sticlă. Totuși, nu a încercat să facă aceste rezultate permanente. În jurul anului 1800, Thomas Wedgwood a realizat prima încercare documentată de a captura imagini cu ajutorul camerei într-o formă permanentă, deși fără succes. Experimentele sale au produs fotograme detaliate, dar nici el, nici colaboratorul său, Humphry Davy , nu au găsit o metodă de fixare a acestor imagini.
În 1826, Nicéphore Niépce a reușit pentru prima dată să repare o imagine care a fost surprinsă cu o cameră, dar au fost necesare cel puțin opt ore sau chiar câteva zile de expunere în cameră și primele rezultate au fost foarte brute. Asociatul lui Niépce, Louis Daguerre, a dezvoltat ulterior procesul dagherotipiei, primul procedeu fotografic anunțat public și viabil din punct de vedere comercial. Dagherotipia, necesita doar câteva minute de expunere și producea imagini clare și detaliate. Pe 2 august 1839, Daguerre a prezentat detaliile procesului Camerei Pairilor din Paris, iar pe 19 august informațiile tehnice au fost făcute publice într-o reuniune a Academiei de Științe și a Academiei de Arte Frumoase, la Palatul Institutului.   Ca recompensă pentru cedarea drepturilor invenției către public, Daguerre și moștenitorii lui Niépce au primit anuități generoase pe viață. În aceeași perioadă, în Londra, William Henry Fox Talbot își demonstra propriul proces fotografic bazat pe hârtie – calotipul, împreună cu tipărirea prin imprimare cu sare, însă fără aceeași vizibilitate publică. Inovațiile ulterioare au făcut fotografia mai accesibilă și versatilă. Materialele noi au redus timpul de expunere necesar camerei de la minute la secunde și, în cele din urmă, la o fracțiune de secundă. Noile medii fotografice au devenit mai economice, mai sensibile și mai convenabile. Din anii 1850, procesul de colodion cu plăci fotografice pe bază de sticlă a combinat calitatea înaltă a dagherotipiei cu posibilitatea de a realiza mai multe copii, specifică calotipului, și a fost utilizat timp de decenii. Filmele pe rolă au popularizat fotografia în rândul amatorilor, iar în a doua jumătate a secolului XX, progresele tehnologice au făcut posibilă realizarea fotografiilor color de către utilizatorii obișnuiți, alături de cele alb-negru.
Introducerea comercială a camerelor digitale electronice bazate pe computer în anii 1990 a revoluționat fotografia. De-a lungul primului deceniu al secolului XXI, metodele tradiționale foto-chimice pe bază pe film au devenit din ce în ce mai marginalizate pe măsură ce avantajele practice ale noii tehnologii au devenit tot mai evidente, iar calitatea imaginii camerelor digitale accesibile ca preț s-a îmbunătățit constant. Odată cu integrarea camerelor foto în smartphone-uri, fotografierea și publicarea instantanee a imaginilor online au devenit o practică obișnuită în viața de zi cu zi, răspândită în întreaga lume. 

## Etimologie
Crearea cuvântului fotografie este atribuit în mod normal cu Sir John Herschel grecescul în anul 1839. Acesta este bazat pe termenul grecesc φῶς ( phōs ; genitiv phōtos ) care înseamnă „lumină” și cu termenul,γραφή ( graphê) care înseamnă „desen sau scriere”, împreună însemnând „desen de lumină”  

## Istoria timpurie a camerei

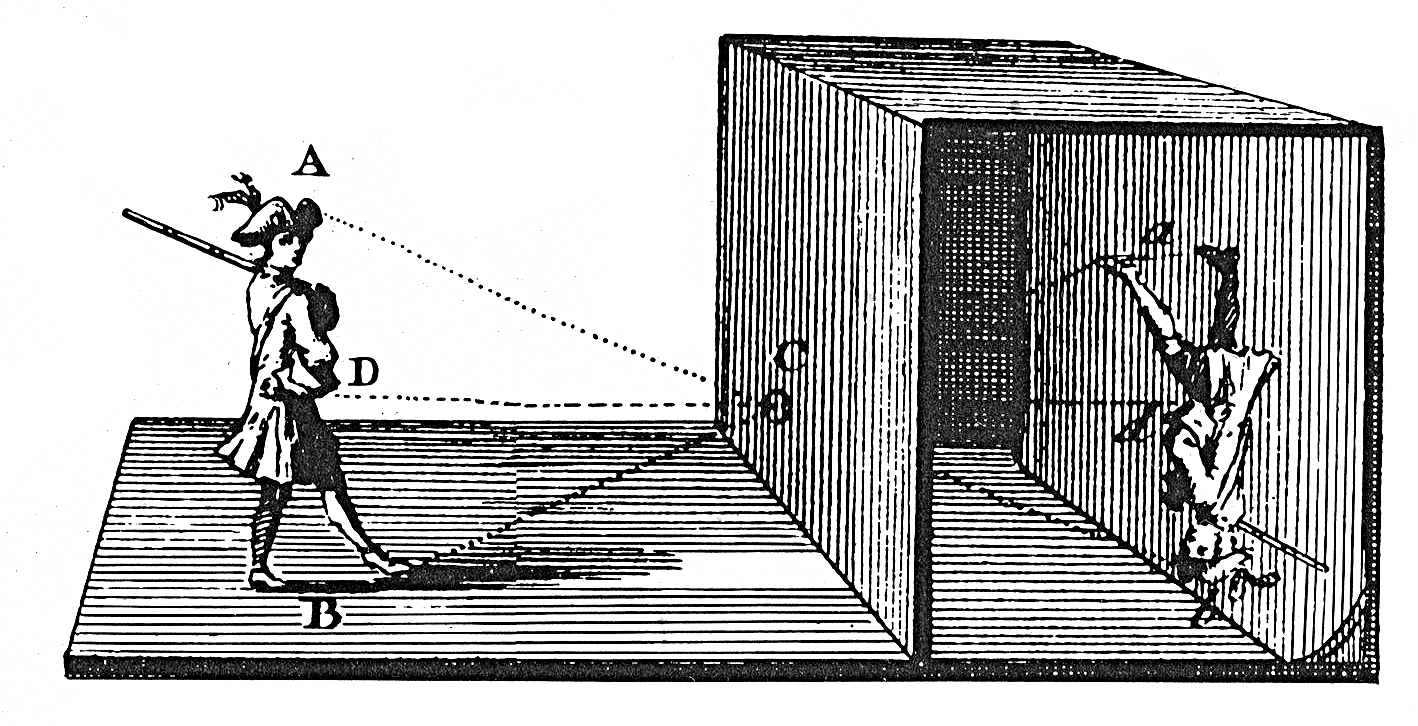
Principiul camerei obscure

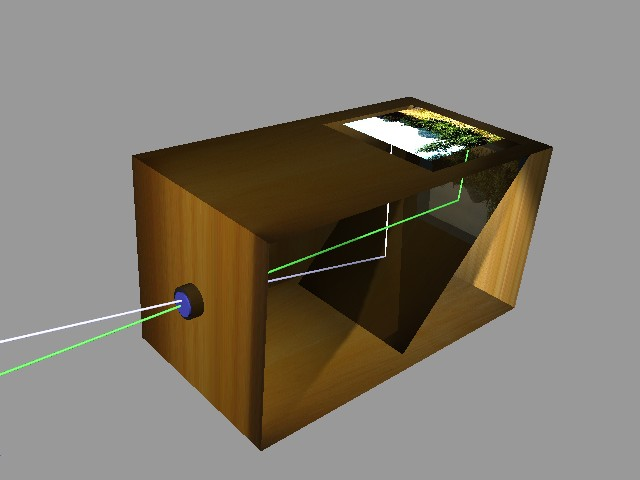
Principiul unei casete camera obscura cu oglinda

Un fenomen natural, cunoscut sub numele de camera obscura sau imagine cu orificiu, permite proiectarea unei imagini (răsturnate) printr-o deschidere mică pe o suprafață opusă. Se crede că acest principiu era cunoscut și utilizat încă din preistorie. Cele mai vechi mențiuni scrise despre camera obscură datează din secolul al IV-lea î.Hr., fiind consemnate în două locuri diferite: de Aristotel  în Grecia și de Mozi în China.  Se spune că Alhazen (sau Ibn al-Haytham) a fost primul care a construit efectiv o cameră obscură. Până în secolul al XVI-lea, aceasta a fost folosită în principal pentru studiul opticii și al astronomiei, mai ales pentru observarea eclipselor solare în siguranță, fără a afecta vederea. În a doua jumătate a secolului al XVI-lea, au fost aduse câteva îmbunătățiri tehnice: introducerea unei lentile biconvexe în deschidere (descrisă pentru prima dată de Gerolamo Cardano în 1550) și a unui diafragm care restrângea apertura (propus de Daniel Barbaro în 1568) au dus la obținerea unor imagini mai luminoase și mai clare.  
În 1558, Giambattista della Porta a fost primul care a descris utilizarea camerei obscure ca ajutor pentru desen în cărțile sale influente și populare. Propunerea sa a fost adoptată pe scară largă de artiști, iar începând cu secolul al XVII-lea au devenit comune versiunile portabile ale camerei obscure—inițial sub formă de corturi, apoi sub formă de cutii.
Camera obscură de tip cutie a stat la baza aparatelor fotografice folosite în primele încercări de a capta imagini naturale pe materiale fotosensibile. Acesta a fost primul pas pe drumul descris de Walter Benjamin în lucrarea „Opera de artă în epoca reproducerii mecanice”.

### Fiziognourmă

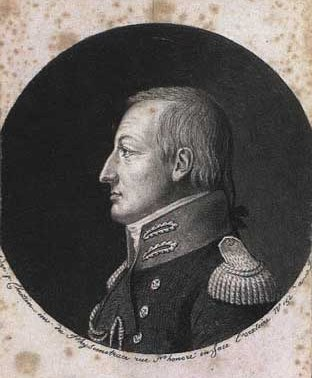
Fiziognorma lui Hans Lindholm de Gilles-Louis Chrétien

Un fiziognotrace este un instrument conceput pentru a susține realizarea semi-automatizată a portretelor.  A fost inventat în secolul al XVIII-lea și a fost abandonat odată cu descoperirea materialelor sensibile la lumină. A fost popular pentru câteva decenii. Persoana care pozase se așeza într-un cadru din lemn și se întorcea pe o parte pentru a pozeze. Un pantograf conectat la un creion producea o linie de contur pe o placă în câteva minute.

### Camera lucida

Camera-lucida-schema

O cameră lucida este un dispozitiv optic  folosit ca ajutor pentru desen de către artiști. Camera lucida proiectează o imagine optică a subiectului vizualizat pe suprafața pe care artistul desenează. Artistul vede atât scena, cât și suprafața de desen simultan, asemeni unei duble expuneri fotografice. Aceasta permite artistului să reproducă punctele cheie ale scenei pe suprafața de desen, ajutând astfel la redarea corectă a perspectivei.

## Materiale sensibile la lumină

### Fixare
Notă: În procesul descris aici, se menționează etapa de „fixare”. Aceasta este o etapă esențială atât în dezvoltarea negativelor, cât și în procesul de imprimare chimică. (Desigur, nu este necesară în imprimarea digitală.) În acest moment, toate materialele fotosensibile rămase sunt îndepărtate, astfel încât filmul sau fotografia imprimată să poată fi expuse la lumină fără ca imaginea să fie afectată în continuare.  

### Înainte de 1700: Materiale sensibile la lumină
Ideea că lumina poate influența diferite materiale—de exemplu, bronzarea pielii la soare sau decolorarea textilelor—probabil era cunoscută încă din cele mai vechi timpuri. Gândul de a fixa imaginile reflectate în oglinzi sau de a crea imagini automat ar fi putut exista cu mult înainte ca fotografia să fie inventată.  
Cu toate acestea, nu există înregistrări istorice care să sugereze idei asemănătoare fotografiei înainte de 1700, în ciuda faptului că materialele fotosensibile și camera obscură erau deja cunoscute. 
În 1614, Angelo Sala a observat că lumina soarelui înnegrește azotatului de argint sub formă de pulbere și că o hârtie înfășurată în jurul acestuia timp de un an devine, de asemenea, neagră. 
În 1694, Wilhelm Homberg a descris modul în care lumina întuneca anumite substanțe chimice.

## 1700 - 1802: cele mai vechi concepte și rezultate trecătoare ale fotogramelor

### Scotoforele lui Schulze: cele mai vechi fotograme de scrisori trecătoare (circa 1717)
În jurul anului 1717,  polimatul german Johann Heinrich Schulze a descoperit accidental că un amestec de cretă și acid azotic, în care fuseseră dizolvate particule de argint, se întuneca la expunerea la lumina soarelui. În timpul unor experimente, a observat că firele de ață plasate pe suprafața acestei substanțe lăsau linii vizibile după o perioadă de expunere la soare.  
Ulterior, a aplicat șabloane cu texte pe sticlă și a obținut inscripții de un roșu închis, aproape violet, pe fondul albicios al substanței. Aceste imagini persistau până când recipientul era agitat sau expus în totalitate la lumină, moment în care dispăreau complet. Schulze a numit această substanță „Scotophors” și și-a publicat descoperirea în 1719. El credea că noua substanță ar putea fi folosită pentru a detecta prezența argintului în metale sau minerale și spera că alte experimente vor duce la aplicații practice. Procesul său seamănă cu tehnicile ulterioare de fotograme și este uneori considerat prima formă de fotografie.

### Procesul de captare a imaginilor fictive al lui De la Roche (1760)
Romanul de știință ficțiune timpuriu Giphantie (1760) al francezului Tiphaigne de la Roche descria un proces destul de similar cu fotografia (color), un proces care fixează imagini efemere formate de razele de lumină: „Ei acoperă o bucată de pânză cu acest material și o pun în fața obiectului de capturat. Primul efect al acestei pânze este similar celui al unui oglindă, dar datorită naturii sale vâscoase, pânza pregătită, spre deosebire de oglindă, păstrează o facsimilă a imaginii. Oglinda reprezintă imaginile fidel, dar nu păstrează niciuna; pânza noastră le reflectă nu mai puțin fidel, dar le păstrează pe toate. Această impresie a imaginii este instantanee. Pânza este apoi îndepărtată și depozitată într-un loc întunecat. O oră mai târziu, impresia este uscată și ai o imagine cu atât mai prețioasă, deoarece nici o artă nu poate imita veridicitatea ei. Astfel, de la Roche își imagina un proces care făcea uz de o substanță specială în combinație cu calitățile unei oglinzi, mai degrabă decât cu camera obscura. Locul întunecat în care pozele se uscau sugerează că el se gândea la sensibilitatea la lumină a materialului, dar atribuirea efectului era făcută naturii sale vâscoase.

### Fixantul chimic uitat al lui Scheele (1777)
În 1777, chimistul Carl Wilhelm Scheele studia clorura de argint care era mai sensibilă la lumină, și a descoperit că lumina o întuneca, descompunând-o în particule microscopice întunecate de argint metalic. De o utilitate mai mare, Scheele a descoperit că amoniacul dizolva clorura de argint, dar nu și particulele întunecate. Această descoperire ar fi putut fi folosită pentru a stabiliza sau „fixa” o imagine de cameră capturată cu clorură de argint, dar nu a fost preluată de primii experimentatori ai fotografiei.
Scheele a mai observat că lumina roșie nu avea un efect semnificativ asupra clorurii de argint, un fenomen care va fi aplicat ulterior în camerele de dezvoltare fotografice ca metodă de a vizualiza imprimările alb-negru fără a le afecta procesul de dezvoltare. 
Deși Thomas Wedgwood s-a simțit inspirat de lucrările lui Scheele în general, se pare că a omis sau a uitat aceste experimente; el nu a găsit nicio metodă de a fixa imagini fotogramă și imagini de umbră pe care a reușit să le captureze în jurul anului 1800.

### Elizabeth Fulhame și efectul luminii asupra sărurilor de argint (1794)
Cartea Elizabetei Fulhame An Essay on Combustion descria experimentele sale privind efectele luminii asupra sărurilor de argint. Este mai cunoscută pentru descoperirea a ceea ce se numește acum cataliză, dar Larry J. Schaaf, în istoria sa a fotografiei, a considerat că munca ei în chimia argintului reprezenta un pas important în dezvoltarea fotografiei.  

### Thomas Wedgwood și Humphry Davy: Fotograme detaliate trecătoare (1790–1802)
Fotograful și inventatorul englez Thomas Wedgwood este considerat a fi prima persoană care s-a gândit să creeze imagini permanente prin captarea imaginilor realizate cu o cameră pe un material acoperit cu o substanță fotosensibilă. Inițial, își dorea să surprindă imaginile proiectate de o cameră obscură, dar a constatat că acestea erau prea slabe pentru a avea un efect asupra soluției de nitrat de argint, care îi fusese recomandată ca substanță fotosensibilă. Totuși, Wedgwood a reușit să copieze plăci de sticlă pictate și să surprindă umbre pe piele albă, precum și pe hârtie umezită cu o soluție de azotat de argint. Încercările de a conserva rezultatele, care aveau nuanțe distincte de maro sau negru, diferite ca intensitate, au eșuat. Nu este clar când au avut loc experimentele lui Wedgwood. Este posibil să fi început înainte de 1790; James Watt i-a scris o scrisoare tatălui lui Thomas Wedgwood, Josiah Wedgwood, pentru a-i mulțumi pentru instrucțiunile legate de imaginile de argint, despre care, când voi fi acasă, voi face câteva experimente. Se crede că această scrisoare (care s-a pierdut între timp) a fost scrisă în 1790, 1791 sau 1799. În 1802, Humphry Davy  a publicat un raport detaliat despre experimentele lui Wedgwood într-o revistă timpurie a Royal Institution, sub titlul O metodă de copiere a picturilor pe sticlă și de realizare a profilurilor prin acțiunea luminii asupra azotatului de argint. Davy a adăugat că metoda putea fi utilizată și pentru obiecte parțial opace și parțial transparente, pentru a crea reprezentări exacte ale unor detalii fine, cum ar fi fibrele lemnoase ale frunzelor și aripile insectelor. De asemenea, a descoperit că imaginile obținute prin microscopul solar puteau fi capturate cu ușurință pe hârtie pregătită în prealabil. Davy, aparent neștiind sau uitând descoperirea lui Scheele, a concluzionat că ar trebui găsite substanțe care să elimine (sau să dezactiveze) particulele neexpuse de azotat de argint sau clorură de argint pentru ca procesul să fie la fel de util pe cât este de elegant. Wedgwood este posibil să-și fi abandonat experimentele prematur din cauza sănătății sale fragile și în declin. A murit la vârsta de 34 de ani, în 1805.
Se pare că Davy nu a continuat experimentele. Deși jurnalul noii Instituții Regale a ajuns probabil la grupul său foarte mic de membri, articolul trebuie să fi fost citit în cele din urmă de mult mai multe persoane. A fost revizuit de David Brewster în Edinburgh Magazine în decembrie 1802, a apărut în manualele de chimie încă din 1803, a fost tradus în franceză și publicat în germană în 1811. Cititorii articolului ar fi putut fi descurajați să găsească o soluție fixativă, deoarece binecunoscutul om de știință Davy încercase deja și eșuase. Se pare că articolul nu a fost observat de Niépce sau Daguerre și de Talbot doar după ce își dezvoltase propriile sale procese.

### Jacques Charles: Fotograme de siluetă trecătoare (circa 1801)
Se crede că balonistul, profesorul și inventatorul francez Jacques Charles ar fi capturat fotograme negative efemere ale siluetelor pe hârtie sensibilă la lumină la începutul secolului 19, înainte de Wedgwood. Charles a murit în 1823 fără să fi documentat procesul, dar se presupune că l-a demonstrat în cursurile sale de la Louvre. Nu a fost făcut public până când François Arago l-a menționat la prezentarea detaliilor daguerotipurilor lumii în 1839. Arago a scris mai târziu că prima idee de a fixa imaginile camerei obscura sau ale microscopului solar cu substanțe chimice îi aparținea lui Charles. Istoricii ulteriori au construit probabil doar pe informațiile oferite de Arago, iar mult mai târziu, anul nesusținut 1780 a fost atașat acestora. Așa cum Arago a indicat primii ani ai secolului 19 și o dată anterioară publicării procesului lui Wedgwood în 1802, aceasta ar însemna că demonstrațiile lui Charles au avut loc în 1800 sau 1801, presupunând că Arago a fost atât de precis aproape 40 de ani mai târziu.

## 1816 până în 1833: cele mai vechi imagini fixe ale lui Niépce

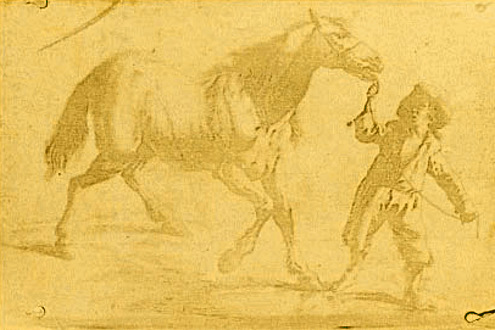
Cea mai veche gravură heliografică care a supraviețuit, realizată în 1822. A fost imprimat dintr-o placă de metal realizată de Joseph Nicéphore Niépce cu „procesul heliografic” al său. Placa a fost expusă sub o gravură obișnuită și a copiat-o prin mijloace fotografice. Acesta a fost un pas către prima fotografie permanentă din natură făcută cu o cameră obscura.

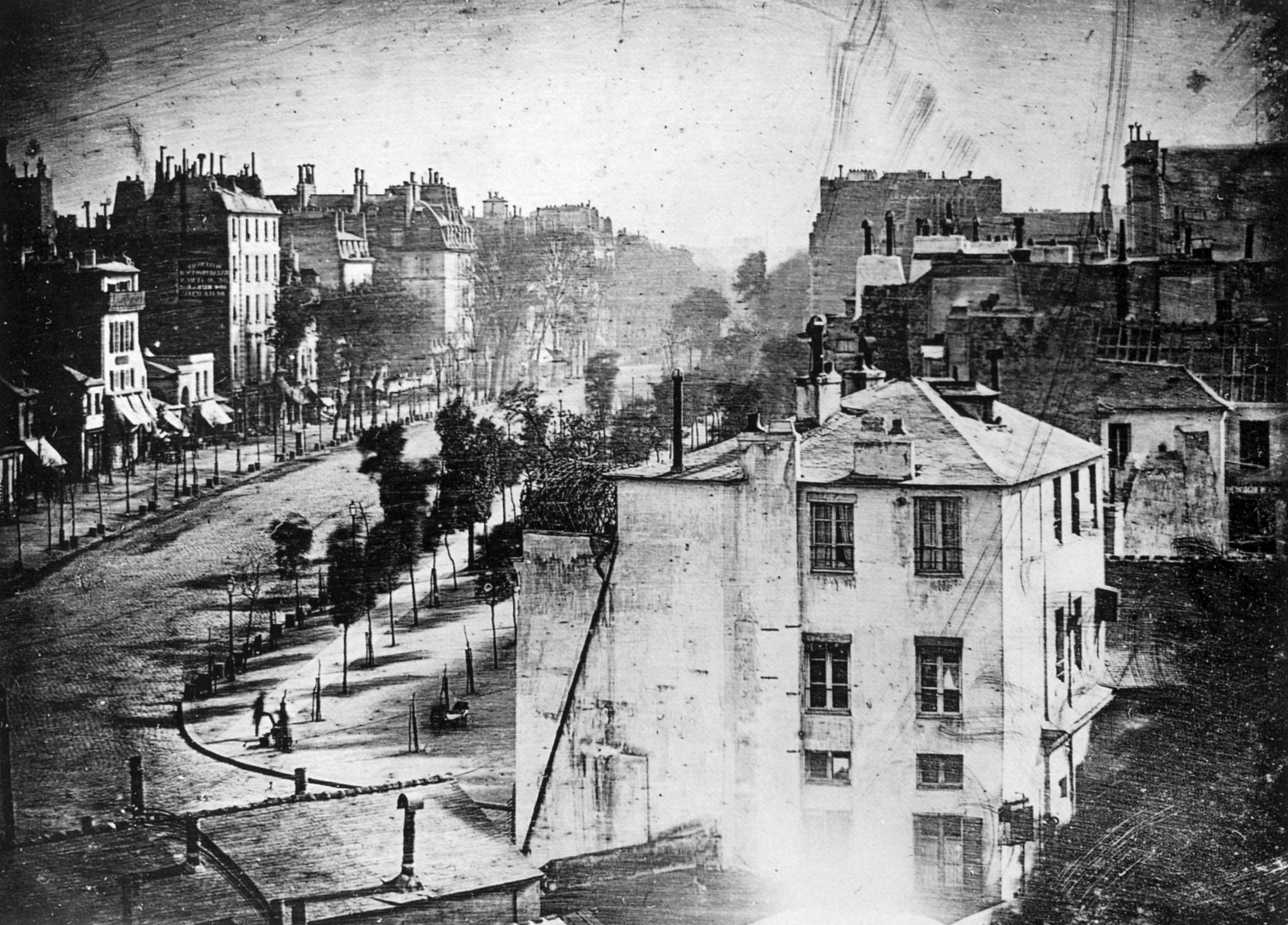
The Boulevard du Temple, a daguerreotype made by Louis Daguerre in 1838, is generally accepted as the earliest photograph to include people. It is a view of a busy street, but because the exposure lasted for several minutes the moving traffic left no trace. Only the two men near the bottom left corner, one of them apparently having his boots polished by the other, remained in one place long enough to be visible.

Nicéphore Niépce a fost un aristocrat francez, om de știință și chimist. Averea familiei sale i-a permis să se dedice invențiilor și cercetării științifice. În 1816, folosind hârtie acoperită cu clorură de argint, a reușit să fotografieze imaginile formate într-o cameră mică, dar fotografiile erau negative, cele mai întunecate acolo unde imaginea camerei era cea mai luminoasă și viceversa, și nu erau permanente în sensul că nu erau rezistente la lumină; la fel ca experimentatorii anteriori, Niépce nu a găsit nicio modalitate de a preveni întunecarea uniformă a stratului atunci când era expus la lumină pentru vizualizare. Dezamăgit de sărurile de argint, și-a îndreptat atenția către substanțele organice sensibile la lumină. 
Cea mai veche fotografie supraviețuitoare a unei imagini formate într-o cameră a fost realizată de Niépce în 1826 sau 1827. Aceasta a fost făcută pe o foaie lustruită de plumb, iar substanța sensibilă la lumină era un strat subțire de bitum, un tip de gudron natural provenit din petrol, care a fost dizolvat în ulei de lavandă, aplicat pe suprafața plumbului și lăsat să se usuce înainte de utilizare. După o expunere foarte lungă în cameră (traditionally spusă a fi de opt ore, dar acum se crede că a fost de câteva zile), bitumul s-a întărit suficient în proporție cu expunerea la lumină, astfel încât partea neîntărită putea fi îndepărtată cu un solvent, lăsând o imagine pozitivă, cu zonele luminoase reprezentate de bitum întărit și zonele întunecate de plumbul gol. Pentru a vedea imaginea clar, placa trebuia iluminată și privită într-un mod în care metalul gol apărea întunecat și bitumul relativ luminos.
În parteneriat, Niépce la  Chalon-sur-Saône  și Louis Daguerre la Paris au rafinat procesul cu bitum, înlocuind cu o rășină mai sensibilă și un tratament post-expunere foarte diferit, care producea imagini de calitate superioară și mai ușor vizibile. Timpurile de expunere în cameră, deși semnificativ reduse, erau încă măsurate în ore.

## 1832 până la 1840: procesele monocrome timpurii

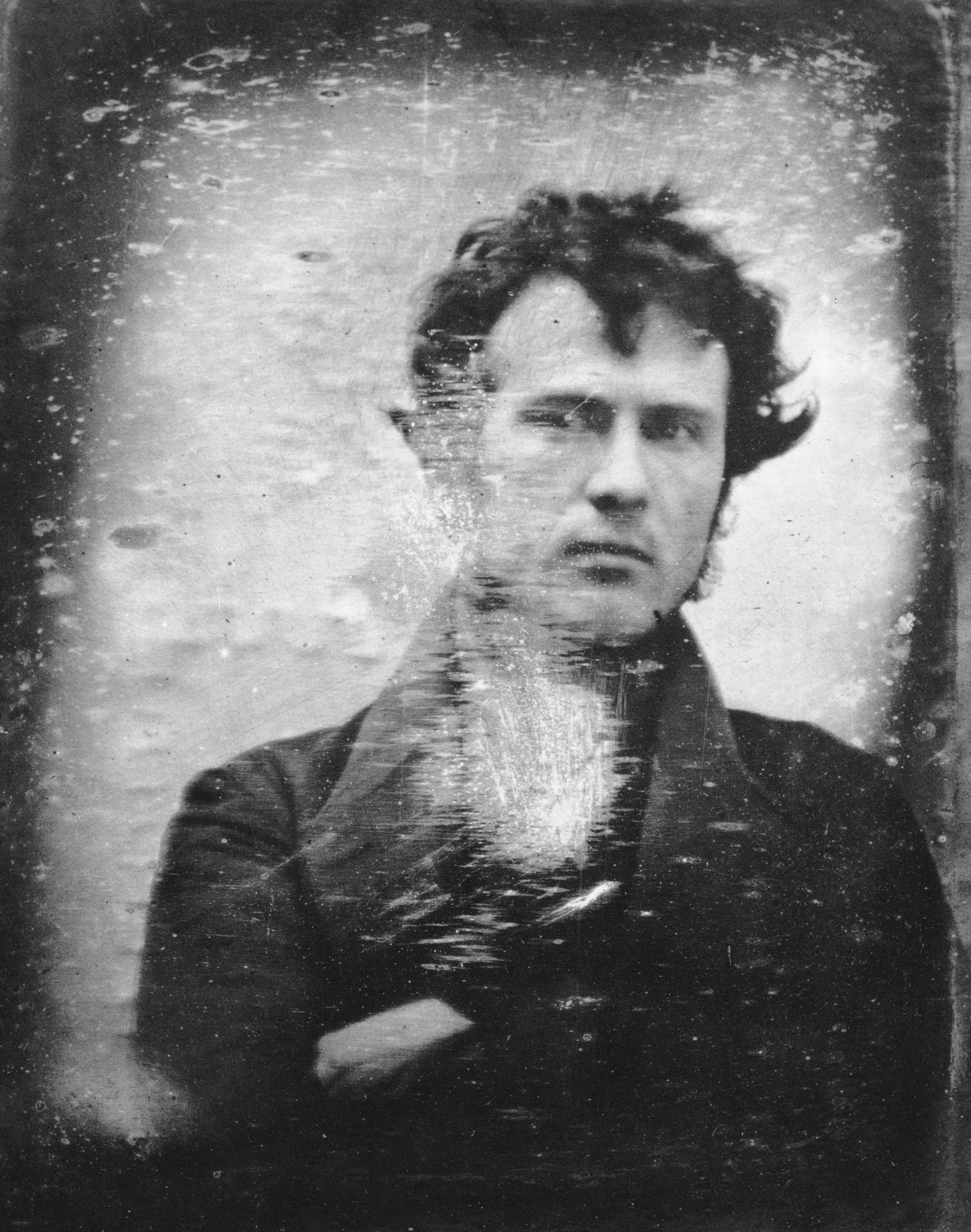
Autoportret al fotografului american Robert Cornelius, probabil octombrie sau noiembrie 1839, un dagherotip de aproximativ un sfert.

Niépce a murit brusc în 1833, lăsându-și notele lui Daguerre. Mai interesat de procesele pe bază de argint decât fusese Niépce, Daguerre a experimentat cu fotografierea imaginilor formate în cameră direct pe o placă de argint cu suprafață lucioasă, care fusese expusă la vapori de iod, reacționând cu argintul pentru a forma un strat de iodură de argint. La fel ca și în procesul cu bitum, rezultatul apărea ca un pozitiv atunci când era iluminat corespunzător și privit. Timpurile de expunere erau încă mult prea lungi, până când Daguerre a făcut descoperirea crucială că o imagine „latentă” invizibilă, produsă pe o astfel de placă printr-o expunere mult mai scurtă, putea fi „dezvoltată” pentru a deveni complet vizibilă prin vapori de mercur. Aceasta a redus timpul de expunere necesar la câteva minute în condiții optime. O soluție puternică de sare comună a fost folosită pentru a stabiliza sau fixa imaginea prin îndepărtarea iodurii de argint rămase. La 7 ianuarie 1839, acest prim proces fotografic complet practic a fost anunțat într-o ședință a Academiei Franceze de Științe, iar vestea s-a răspândit rapid. La început, toate detaliile procesului au fost reținute, iar mostrele au fost prezentate doar la studioul lui Daguerre, sub supravegherea sa directă, membrilor Academiei și altor invitați de seamă. S-au făcut aranjamente pentru ca guvernul francez să cumpere drepturile în schimbul unor pensii pentru fiul lui Niépce și pentru Daguerre și pentru a prezenta invenția lumii (cu excepția Marii Britanii, unde un agent al lui Daguerre a patentat-o) ca un cadou gratuit. Instrucțiunile complete au fost făcute publice pe 19 august 1839. Cunoscut ca procesul dagherotipuri, acesta a fost procesul comercial cel mai frecvent utilizat până la sfârșitul anilor 1850, când a fost înlocuit deprocesul cu collodior.
Născut în Franța, Hércules Florence a dezvoltat propria sa tehnică fotografică în 1832 sau 1833, în Brazilia, cu ajutorul farmacistului Joaquim Corrêa de Mello (1816–1877). Căutând o metodă alternativă de a copia desene grafice, el a capturat imagini pe hârtie tratată cu azotat de argint, folosind impresii prin contact sau un dispozitiv de cameră obscură. Nu a reușit să fixeze corect imaginile și a abandonat proiectul după ce a aflat despre procesul dagherotipurii în 1839și nu a publicat oficial descoperirile sale. Se spune că a numit tehnica „fotografie” (în franceză) încă din 1833, sugestie susținută și de De Mello. Unele dintre fotografiile prin contact care au supraviețuit sunt considerate a fi realizate în jurul anului 1833 și sunt păstrate în colecția IMS.
Henry Fox Talbot reușise deja să creeze negative fotografice stabilizate pe hârtie în 1835, dar a continuat să îmbunătățească procesul său după ce a citit primele rapoarte despre invenția lui Daguerre. La începutul anului 1839, el a obținut o îmbunătățire esențială, un fixator eficient, de la prietenul său John Herschel, un om de știință polimat, care arătase anterior că hiposulfitul de sodiu (cunoscut acum sub numele de tiosulfat de sodiu ) dizolvă sărurile de argint. Știrile despre acest solvent l-au ajutat și pe Daguerre, care l-a adoptat rapid ca o alternativă mai eficientă la metoda inițială cu apă sărată fierbinte.
În 1837, mineralistul și scriitorul Franz von Kobell a realizat negative detaliate pe hârtie sărată ale diferitelor perspective alebisericii Frauenkirche din München și ale altor clădiri locale. Kobell și-a dezvăluit lucrările în 1839, împreună cu Carl August von Steinheil. Metoda „Steinheil” producea imagini cu un diametru de 4 cm, iar negativele erau refotografiate pentru a crea versiuni pozitive.
Experimentele timpurii ale lui Talbot cu „hârtia sensibilă” din clorură de argint necesitau expuneri de o oră sau mai mult. În 1841, Talbot a inventat procesul calotipurii, care, la fel ca procesul lui Daguerre, folosea principiul dezvoltării chimice a unei imagini „latente” sau invizibile pentru a reduce timpul de expunere la câteva minute. Hârtia cu un strat de iodură de argint era expusă în cameră și dezvoltată într-o imagine negativă translucidă. Spre deosebire de dagherotipie, care putea fi copiată doar prin fotografierea sa cu o cameră, un negativ calotipurii putea fi folosit pentru a crea un număr mare de printuri pozitive prin imprimare directă.  
Calotipia avea încă o altă distincție față de celelalte procese fotografice timpurii, întrucât produsul final nu avea claritate fină din cauza negativului său de hârtie translucidă. Acest lucru era considerat un atribut pozitiv pentru portrete, deoarece înmuia aparența feței umane. Talbot a brevetat acest proces, ceea ce i-a limitat considerabil adoptarea și a petrecut mulți ani încercând să depună plângeri împotriva celor care i-ar fi încălcat brevetul. A încercat să aplice o interpretare foarte largă a brevetului său, câștigând astfel antipatia fotografilor care utilizau procesele pe bază de sticlă introduse ulterior de alți inventatori, însă a fost în cele din urmă înfrânt. Totuși, procesul său de dezvoltare a halidelor de argint din negativuri este tehnologia de bază utilizată de camerele foto cu film chimic de astăzi. Hippolyte Bayard dezvoltase și el o metodă de fotografie, dar a întârziat să o anunțe, motiv pentru care nu a fost recunoscut ca inventator al acesteia. 
În 1839, John Herschel a realizat primul negativ pe sticlă, dar procesul său era greu de reprodus. Slovenul Janez Puhar a inventat un proces pentru realizarea fotografiilor pe sticlă în 1841; acesta a fost recunoscut pe 17 iunie 1852, la Paris, de către Académie National Agricole, Manufacturière et Commerciale. În 1847, vărul lui Nicéphore Niépce, chimistul Niépce St. Victor, a publicat invenția sa privind un proces pentru realizarea plăcilor de sticlă cu o emulsie de albumină; frații Langenheim din Philadelphia și John Whipple și William Breed Jones din Boston au inventat, de asemenea, procese funcționale de negativ pe sticlă în mijlocul anilor 1840.

## 1850 până la 1900
ÎÎn 1851, sculptorul englez Frederick Scott Archer a inventat procesul de colodion. Fotograf și autor de cărți pentru copii, Lewis Carroll a folosit acest proces. Carroll se referă la acest proces ca „Talbotype” în povestea „A Photographer's Day Out”.
Herbert Bowyer Berkeley a descoperit că, prin adăugarea propriei sale cantități de sulfit pentru a absorbi dioxidul de sulf eliberat de dithionitul din developer, dithionitul nu mai era necesar în procesul de dezvoltare. În 1881, el și-a publicat descoperirea. Formula lui Berkeley conținea pirogalol, sulfit și acid citric. Ammoniacul era adăugat chiar înainte de utilizare pentru a face formula alcalină. Noua formulă a fost vândută de compania Platinotype  din Londra sub denumirea de Sulphur-Pyrogallol Developer.
Experimentele din secolul al XIX-lea cu procesele fotografice au devenit frecvent proprietare. Fotograf german născut în New Orleans, Theodore Lilienthal a reușit să obțină un remediu legal într-un caz de încălcare a brevetului din 1881, care implica „Procesul Lambert” al său, în Districtul Estic din Louisiana.

## Popularizare
Dagherotipia a devenit populară ca răspuns la cererea de portrete care a apărut în rândul claselor de mijloc în timpul Revoluției Industriale. Această cerere, care nu putea fi satisfăcută în volum și la costuri accesibile prin pictura în ulei, a contribuit la impulsionarea dezvoltării fotografiei.
Roger Fenton și  Philip Henry Delamotte au contribuit la popularizarea noii modalități de a înregistra evenimentele, primul prin fotografiile sale din Războiul Crimeei, iar al doilea prin documentarea demontării și reconstrucției Palatului de Cristal din Londra. Alți fotografi din mijlocul secolului al XIX-lea au consolidat mijlocul fotografic ca un mod mai precis decât gravura sau litografia de a face o înregistrare a peisajelor și arhitecturii: de exemplu, vasta gamă de fotografii ale lui Robert Macpherson din Roma, interiorul Vaticanului și peisajul înconjurător a devenit o înregistrare vizuală sofisticată a călătoriilor sale pentru turiști.
În 1839, François Arago a anunțat invenția fotografiei în fața unui public uimit, prezentând prima fotografie realizată în Egipt; aceasta fiind imaginea Palatului Ras El Tin.
În America, până în 1851, un pliant publicitar al dagherotipistului Augustus Washington promova prețuri care variau între 50 de cenți și 10 dolari. Totuși, dagherotipiile erau fragile și greu de copiat. Fotograficii i-au încurajat pe chimiști să perfecționeze procesul de realizare a mai multor copii ieftine, ceea ce i-a condus, în cele din urmă, înapoi la procesul lui Talbot.
În cele din urmă, procesul fotografic a evoluat printr-o serie de perfecționări și îmbunătățiri în primii 20 de ani. În 1884, George Eastman, din Rochester, New York, a dezvoltat gelul uscat pe hârtie sau film, pentru a înlocui placa fotografică, astfel încât un fotograf nu mai trebuia să poarte cutii cu plăci și substanțe chimice toxice. În iulie 1888, camera Kodak a lui Eastman a fost lansată pe piață cu sloganul „Tu apeși pe buton, noi facem restul”. Acum, oricine putea să facă o fotografie și să lase părțile complexe ale procesului altora, iar fotografia a devenit disponibilă pentru piața de masă în 1901, odată cu introducerea Kodak Brownie.
|                                                                                |
| General view of The Crystal Palace at Sydenham by Philip Henry Delamotte, 1854 |

| |
| A mid-19th century "Brady stand" armrest table, used to help subjects keep still during long exposures. It was named for famous US photographer Mathew Brady⁠(d). |

| |
| An 1855 Punch⁠(d) cartoon satirized problems with posing for Daguerreotypes: slight movement during exposure resulted in blurred features, red-blindness made rosy complexions look dark. |

|                                                |
| The Market Square⁠(d) of Helsinki, in the 1890s |

| |
| In this 1893 multiple-exposure trick photo, the photographer appears to be photographing himself. It satirizes studio equipment and procedures that were nearly obsolete by then. Note the clamp to hold the sitter's head still. |

| |
| A comparison of common print sizes used in photographic studios during the 19th century. Sizes are in inches. |

## Fotografie stereoscopică
Charles Wheatstone a dezvoltat stereoscopul cu oglinzi în jurul anului 1832, dar nu și-a publicat invenția decât în iunie 1838. El a recunoscut posibilitatea unei combinații cu fotografia imediat după ce Daguerre și Talbot și-au anunțat invențiile, și l-a rugat pe Henry Fox Talbot să producă unele perechi de calotipuri pentru stereoscop. A primit primele rezultate în octombrie 1840, dar nu a fost complet mulțumit, deoarece unghiul dintre fotografii era prea mare. Între 1841 și 1842, Henry Collen a realizat calotipuri ale statuilor, clădirilor și portretelor, inclusiv un portret al lui Charles Babbage realizat în august 1841. Wheatstone a obținut, de asemenea, stereograme dagherotipice de la Mr. Beard în 1841 și de la Hippolyte Fizeau și Antoine Claudet în 1842. Niciuna dintre acestea nu a fost găsită până în prezent.
David Brewster a dezvoltat un stereoscop cu lentile și o cameră binoculară în 1844. El a prezentat două autoportrete stereoscopice realizate de John Adamson în martie 1849. Un portret stereoscopic al lui Adamson, aflat în Arhiva Fotografică a Universității din St Andrews, datat „circa 1845”, ar putea face parte din aceste seturi. Un portret stereoscopic dagherotip al lui Michael Faraday din colecția Wheatstone a Colegiului Kingston și împrumutat la Muzeul Național de Media din Bradford, datat „circa 1848”, ar putea fi mai vechi.

## Procesul de culoare
O metodă practică de fotografie color a fost căutată încă de la început. Rezultatele au fost demonstrate de Edmond Becquerel încă din anul 1848, dar expunerile durau ore sau zile, iar culorile capturate erau atât de sensibile la lumină încât puteau fi inspectate doar foarte scurt în lumină slabă. 
Prima fotografie color a fost un set de trei fotografii alb-negru realizate prin filtre colorate roșu, verde și albastru și prezentate suprapuse, folosind trei proiectoare cu filtre similare. Aceasta a fost realizată de Thomas Sutton în 1861 pentru a fi folosită într-o prelegere a fizicianului scoțian James Clerk Maxwell, care propusese metoda în 1855. Emulsiile fotografice utilizate la acea vreme erau insensibile la majoritatea spectrului, astfel că rezultatul a fost foarte imperfect, iar demonstrația a fost rapid uitată. Metoda lui Maxwell este acum cel mai cunoscută prin lucrările de la începutul secolului 20 ale lui Sergei Prokudin-Gorskii. Aceasta a fost făcută practică prin descoperirea din 1873 a lui Hermann Wilhelm Vogel, care a găsit o metodă de a face emulsiile sensibile la restul spectrului, fiind treptat introdusă în utilizare comercială începând cu mijlocul anilor 1880. 
Doi inventatori francezi, Louis Ducos du Hauron și Charles Cros, care lucrează necunoscut unul pentru celălalt în anii 1860, au dezvăluit faimoasele lor idei aproape identice în aceeași zi, în 1869. Printre acestea se aflau metode pentru vizualizarea unui set de trei fotografii alb-negru filtrate color în culori, fără a fi necesară proiecția acestora, și pentru utilizarea acestora pentru a realiza imprimeuri în culori complete pe hârtie. și-au dezvăluit ideile aproape identice în aceeași zi din 1869. Au fost incluse metode de vizualizare a unui set de trei fotografii alb-negru, filtrate color, fără a fi nevoie să le proiecteze, și pentru a le folosi pentru a face printuri color pe hârtie. 
Prima metodă de fotografie color utilizată pe scară largă a fost placa Autochrome, un proces la care inventatorii și frații Auguste și Louis Lumière  au început să lucreze în anii 1890 și care a fost introdus comercial în 1907. Aceasta se baza pe una dintre ideile lui Louis Duclos du Haroun: în loc să faci trei fotografii separate prin filtre de culoare, se făcea una printr-un mozaic de filtre colorate foarte mici, suprapuse pe emulsiune, iar rezultatele erau vizualizate printr-un mozaic identic. Dacă elementele individuale ale filtrului erau suficient de mici, cele trei culori primare (roșu, albastru și verde) se amestecau în ochi și produceau aceeași sinteză de culori aditive ca proiecția filtrată a trei fotografii separate.
Plăcile Autochrome aveau un strat de filtru mozaic integrat, cu aproximativ cinci milioane de boabe de cartof colorate anterior per inch pătrat, adăugate pe suprafața acestora. Apoi, prin utilizarea unei prese rotative, se aplicau cinci tone de presiune pentru a aplana boabele, permițând fiecăreia dintre ele să capteze și să absoarbă culoarea, iar dimensiunea lor microscopică creea iluzia că culorile sunt amestecate. Ultimul pas era adăugarea unui strat de substanță de captare a luminii, bromură de argint, după care o imagine colorată putea fi imprimată și dezvoltată. Pentru a o vizualiza, se utiliza procesarea inversă  pentru a dezvolta fiecare placă într-un pozitiv transparent care putea fi vizualizat direct sau proiectat cu un proiector obișnuit. Unul dintre dezavantajele tehnologiei era timpul de expunere de cel puțin o secundă în lumină puternică, iar timpul necesar creștea rapid în lumină slabă. Un portret realizat în interior necesita câteva minute, cu subiectul nemișcat. Acest lucru se datora faptului că boabele absoarbeau culoarea destul de lent, iar un filtru de culoare galben-oranj era necesar pentru a împiedica fotografia să iasă excesiv de albastră. Deși necesar, filtrul avea efectul de a reduce cantitatea de lumină absorbită. Un alt dezavantaj era că imaginea putea fi mărită doar până la un anumit punct, înainte ca numeroasele puncte care alcătuiau imaginea să devină evidente. 
Produsele de plăci de ecran concurente au apărut rapid, iar versiunile pe bază de film au fost realizate în cele din urmă. Toate erau scumpe și, până în anii 1930, niciuna nu era suficient de „rapidă” pentru a fi utilizată la fotografii de mână, astfel că au servit în mare parte un segment de piață nișat al amatorilor avansați cu posibilități financiare.
O nouă eră în fotografia color a început odată cu lansarea filmului Kodachrome, disponibil pentru filme de acasă de 16 mm în 1935 și pentru diapozitive de 35 mm în 1936. Acesta captura componentele de culoare roșu, verde și albastru în trei straturi de emulsie. Un proces complex de prelucrare producea imagini de colorante complementare cyan, magenta și galben în acele straturi, rezultând o imagine de culoare substractivă. Metoda lui Maxwell de a face trei fotografii separate alb-negru filtrate a continuat să fie folosită pentru scopuri speciale până în anii 1950 și chiar după, iar Polachrome, un film de diapozitive „instantaneu” care utiliza principiul aditiv al Autochrome, a fost disponibil până în 2003. Totuși, puținele filme color de imprimare și diapozitive produse încă în 2015 folosesc toate abordarea emulsiei multilayer, inventată de Kodachrome.
|                                                                        |
| The first durable color photograph, taken by Thomas Sutton⁠(d) in 1861. |

| |
| An 1877 color photographic print on paper by Louis Ducos du Hauron⁠(d), the foremost early French pioneer of color photography by Subtractive color⁠(d). |

| |
| Albert Bierstadt photographed by his brother Edward Bierstadt⁠(d). This Collotype⁠(d) print was sent in 1895 to Elbridge T. Gerry⁠(d). It may be the oldest surviving color portrait photograph. |

|                                                               |
| Color photograph of Saas-Fee⁠(d) by Gabriel Lippmann, 1891-99. |

| "A busy 1949 city scene in London, England, with black vintage vehicles, red London buses and many pedestrians. Buildings advertise "Wills's Gold Flake Cigarettes" and "Craven A" cigarettes. |
| Alim Khan⁠(d) photographed by Sergey Prokudin-Gorsky⁠(d) using Maxwell's method, 1911 |

| |
| A color portrait of Mark Twain by Alvin Langdon Coburn⁠(d), 1908, made by the recently introduced Autochrome⁠(d) process |

| |
| Kodachrome photo by Chalmers Butterfield of Shaftesbury Avenue⁠(d) from Piccadilly Circus⁠(d), in the West End of London⁠(d), c. 1949 |

## Dezvoltarea fotografiei digitale
În anul 1957, o echipă condusă de Russell A. Kirsch de la Institutul Național de Standarde și Tehnologie a dezvoltat o versiune digitală binară a unei tehnologii existente, scannerul cu tambur wirephoto, permițând astfel transferul caracterelor alfanumerice, diagramelor, fotografiilor și altor elemente grafice în  memoria digitală a computerului. Una dintre primele fotografii scanate a fost o imagine a fiului său nou-născut, Walden Kirsch. Rezoluția era de 176x176 pixeli, cu un singur bit per pixel, ceea ce însemna un contrast strict alb-negru, fără tonuri de gri intermediare. Totuși, prin combinarea mai multor scanări ale aceleiași fotografii, realizate cu diferite setări de prag alb-negru, s-a reușit și captarea informației de nivel gri. 
Dispozitivul cuplat cu încărcare(CCD) este componenta optoelectronică utilizată pentru captarea imaginilor în primele generații de camere digitale. Aceasta a fost inventată în 1969 de Willard Boyle și George E. Smith la AT&T Bell Labs ca un dispozitiv de memorie. Laboratorul lucra la dezvoltarea unui „Picturephone” și a memoriei cu bule semiconductoare. Combinând aceste două inițiative, Boyle și Smith au conceput ceea ce au numit "Charge 'Bubble' Devices". Esența designului era capacitatea de a transfera sarcina de-a lungul suprafeței unui semiconductor. Totuși, Dr. Michael Tompsett de la Bell Labs a descoperit că CCD-ul putea fi utilizat ca senzor de imagine. CCD-ul a fost înlocuit treptat de senzorul cu pixeli activi (APS), utilizat frecvent în camerele telefoanelor mobile. Aceste camere de smartphone sunt folosite de miliarde de oameni din întreaga lume, crescând semnificativ activitatea fotografică și contribuind la jurnalismul cetățenesc.
- 1973 – Fairchild Semiconductor a lansat primul cip CCD de captare a imaginii: cu 100 de rânduri și 100 de coloane. [55]
- 1975 - Bryce Bayer din cadrul companiei Kodak a dezvoltat modelul mozaic al filtrului Bayer pentru senzorii de imagine color CCD
- 1986 – Oamenii de știință din cadrul companiei Kodak au dezvoltat primul senzor megapixel din lume.

Web-ul a fost un mediu foarte popular pentru a stoca și pentru a partaja fotografii încă din 1992, când Tim Berners-Lee a publicat prima fotografie online (o imagine a trupei Les Horribles Cernettes de la CERN). De atunci, platforme și aplicații precum Facebook, Flickr, Instagram, Picasa (închis în 2016), Imgur, Photobucket și Snapchat au fost utilizate de milioane de oameni pentru a-și distribui imaginile.

## Galeria de fotografii istorice
- Andrew Jackson la 78 de ani.
- Arthur Wellesley, Ducele de Wellington, în vârstă de 74 sau 75 de ani, făcut de Antoine Claudet în 1844.
- Shimazu Nariakira, realizată de Ichiki Shirō în 1857, cea mai veche fotografie realizată în Japonia care a supraviețuit
- Eclipsa de Soare din 28 iulie 1851, prima fotografie corect expusă a unei eclipse de Soare folosind procesul dagherotip
- Filosoful Friedrich Wilhelm Joseph Schelling, realizat de Hermann Biow în februarie 1848.
- José de San Martín, realizat la Paris 1848.
- John Adams un cizmar în vârstă de 100 de ani, născut în 1745, probabil cea mai timpurie persoană fotografiată
- Frédéric Chopin, c. 1849
- Benito Juárez în ziua căsătoriei sale cu Margarita Maza (dreapta), în 1843. Juárez avea să devină președinte al Mexicului la mai bine de 14 ani după ce această fotografie a fost făcută

- Istoria camerei
- <i id="mwA6U">Istoria fotografiei</i> (jurnal academic)
- Amprenta cu albumen
- Istoria proiectării obiectivelor fotografice
- Cronologia tehnologiei fotografice
- Contur de fotografie
- Lista fotografiilor considerate cele mai importante
- Fotografie realizată de popoarele indigene din America
- Femei fotografi
- Cameră de filmat
- Film instantaneu